# Tatiana Minina
Tatiana Alexeïevna Minina (russe : Татьяна Алексеевна Минина), née Kudashova le 18 avril 1997 à Tcheliabinsk, est une taekwondoïste russe, vice-championne du monde des poids coq en 2019.

## Biographie
Elle est médaillée de bronze des moins de 55 kg aux Jeux olympiques de la jeunesse de 2014 à Nankin. Aux Championnats d'Europe de taekwondo 2016 à Montreux, elle remporte la médaille d'or des moins de 53 kg. Elle est médaillée d'argent de cette même catégorie aux Championnats du monde de taekwondo 2017 à Muju. La même année, elle est médaillée d'or des moins de 57 kg aux Championnats d'Europe pour catégories olympiques de taekwondo 2017 à Sofia.
En 2018, elle remporte le titre en -53 kg lors des Championnats d'Europe à Kazan en battant la Lettone Inese Tarvida.
Elle est médaillée d'argent aux  Championnats du monde de taekwondo 2019 à Manchester et médaillée d'or aux Championnats d'Europe extra de taekwondo 2019 à Bari.
En 2021, elle s'adjuge le titre européen en moins de 53 kg à Sofia puis la médaille d'argent aux Jeux olympiques de Tokyo et la médaille de bronze aux Championnats du monde à Riyad.
Elle est médaillée de bronze  dans la catégorie des moins de 53 kg aux Championnats du monde de taekwondo 2023 à Bakou.